# Rio Orobó
Rio Orobó är ett periodiskt vattendrag i Brasilien.   Det ligger i delstaten Pernambuco, i den östra delen av landet, 1 600 km nordost om huvudstaden Brasília.
Omgivningarna runt Rio Orobó är en mosaik av jordbruksmark och naturlig växtlighet. Runt Rio Orobó är det ganska tätbefolkat, med 172 invånare per kvadratkilometer.